# Ficus auricoma
Ficus auricoma är en mullbärsväxtart som beskrevs av Edred John Henry Corner och C. C. Berg. Ficus auricoma ingår i släktet fikonsläktet, och familjen mullbärsväxter. Inga underarter finns listade i Catalogue of Life.